# Esperança de Nova Campinas
Esperança de Nova Campinas é um bloco carnavalesco de Duque de Caxias, que se localiza no bairro de Nova Campina, e participa do Carnaval Carioca como bloco de enredo.

## História
Fundado no dia 9 de abril de 1997, ficou sem desfilar durante três anos, retornou em 2004 com nova administração.

Também participa do carnaval de sua cidade, onde conseguiu a quarta colocação em 2008 ao obter 82 pontos
Em 2010, foi o oitavo bloco a desfilar em Bonsucesso, obtendo a segunda colocação e a promoção para o Grupo 2.
Oscilou entre os grupos 2 e 3 dos blocos, chegando a ser rebaixado ao Grupo 4 em 2013. Nesse ano, desfilando em Bonsucesso, foi campeã com um desfile em homenagem ao sambista Valter 59. Entre 2013 e 2014, desfilou simultaneamente nos Carnavais do Rio de Janeiro, pela Federação dos Blocos, e no desfile do município de Caxias.
Após o nono lugar no Grupo 2 dos Blocos em 2017, o bloco ficou um ano sem desfilar em 2018. Retornou em 2019, novamente desfilando no sábado, na Intendente Magalhães, pelo Grupo 2, homenageando o sambista Zé Keti. Em 2020, trouxe como enredo os festejos juninos.

## Segmentos

### Presidentes
| Nome                    | Mandato           | Ref.  |
| ----------------------- | ----------------- | ----- |
| Jurema Carvalho Gonzaga | 1997 - atualidade | [ 5 ] |

### Presidentes de honra
| Nome            | Mandato        | Ref.  |
| --------------- | -------------- | ----- |
| Carlos Castilho | ? - atualidade | [ 6 ] |

### Diretores
| Ano             | Diretor de Carnaval | Diretor geral de harmonia | Mestre de bateria     | Ref.  |
| --------------- | ------------------- | ------------------------- | --------------------- | ----- |
| 2019            |                     |                           | Mestre Anderson Silva | [ 7 ] |
| 2022-atualidade |                     |                           | Dudu                  |       |

### Coreógrafo
| Ano  | Nome | Ref. |
| ---- | ---- | ---- |
| 2017 |      |      |

### Casal de Mestre-sala e Porta-estandarte
| Ano  | Nome            | Ref.  |
| ---- | --------------- | ----- |
| 2019 | Rafael e Renata | [ 7 ] |
| 2020 |                 |       |

### Rainhas de bateria
| Período | Rainha        | Princesa | Musa                                           | Ref.  |
| ------- | ------------- | -------- | ---------------------------------------------- | ----- |
| 2019    | Yayá Explosão | Elen     | Lettícia Oliveira, Paola Cristóvão (Plus Size) | [ 7 ] |
| 2020    |               |          |                                                |       |

### Intérpretes
| Ano         | Nome    | Ref.  |
| ----------- | ------- | ----- |
| 2011 - 2012 | Ulisses |       |
| 2019        | Pezinho | [ 7 ] |
| 2020        |         |       |

## Carnavais
| Ano  | Colocação    | Grupo                | Enredo | Carnavalesco | Ref.         |
| ---- | ------------ | -------------------- | --- | --- | ------------ |
| 2006 | 7º lugar     | 3-Bloco              | Quilombos, guetos e favelas | Comissão de Carnaval | [ 8 ]        |
| 2007 | 3º lugar     | 3-Bloco              | João da Grande Rio, poeta por natureza | | [ 9 ]        |
| 2008 | 9º lugar     | 2-Bloco              | Madureira um Rio de beleza | | [ 10 ]       |
| 2009 | 5º lugar     | 3-Bloco              | Alimentar a alegria faz bem | | [ 11 ]       |
| 2010 | Vice-Campeã  | 3-Bloco              | De Zumbi a Mandela, Liberdade | | [ 12 ] [ 4 ] |
| 2011 | 9º lugar     | 2-Bloco              | União da Ilha, Samba, amor e melodia Compositores:Carlito do Sal e Cezinha 7 Cordas                                                        | | [ 13 ]       |
| 2012 | 7º lugar     | 3-Bloco              | As Lendas de Xangô Compositores:Jorge Ferreira, Edson Brasil, Carlinhos Cacau e Serginho da Ilha.                                          | Sandra Braganholo | [ 14 ]       |
| 2013 | Campeã       | 4-Bloco              | Valter 59, É Caxias, esperança e pura alegria!                                                                                             | Natany Penha | [ 15 ]       |
| 2014 | 4º lugar     | 3-Bloco              | Serginho do Porto, Do Rio a São Paulo, A voz que encanta o meu carnaval                                                                    | Cínthia Gonzaga, Elaine Moreno, Renata Brizon e Jurema Gonzaga                                                                        | [ 16 ]       |
| 2014 | 5º lugar     | Duque de Caxias      | Serginho do Porto, Do Rio a São Paulo, A voz que encanta o meu carnaval                                                                    | Cínthia Gonzaga, Elaine Moreno, Renata Brizon e Jurema Gonzaga                                                                        | [ 17 ]       |
| 2015 | 4º lugar     | 3-Bloco              | Por alguns minutos vamos sonhar nesse fantástico mundo de ilusões.                                                                         | Cínthia Gonzaga, Elaine Moreno, Renata Brizon e Jurema Gonzaga                                                                        |              |
| 2015 | 4º lugar     | Duque de Caxias      | Por alguns minutos vamos sonhar nesse fantástico mundo de ilusões.                                                                         | Cínthia Gonzaga, Elaine Moreno, Renata Brizon e Jurema Gonzaga                                                                        |              |
| 2016 | 3º lugar     | 3-Bloco              | Grande Otelo, o talento em verde e branco                                                                                                  | Sidiney Rocha | [ 18 ] [ 5 ] |
| 2016 | 5º lugar     | Duque de Caxias      | Grande Otelo, o talento em verde e branco                                                                                                  | Sidiney Rocha | [ 19 ]       |
| 2017 | 9º lugar     | 2-Bloco              | Feira de Duque de Caxias, um Shopping a céu aberto!!!                                                                                      | Comissão de Carnaval Eliane Nunes Moreno, Renata Mattos de Oliveira Brizon, Vânia Cristina Gonzaga de Matos e Cíntia Carvalho Gonzaga |              |
| 2018 | Não desfilou | Não desfilou         | Não desfilou | Não desfilou | Não desfilou |
| 2019 | 6º lugar     | B (Segunda divisão)  | Zé Keti, a voz do morro Compositores:Cezinha 7 Cordas, Luciano Plante uma Muda, Junior Caçador, Rafael da Portela, Pezinho e Papai de Mauá | | [ 7 ]        |
| 2020 | 4º lugar     | B (Segunda divisão)  | O Esperança é São João nesse Carnaval de ilusão                                                                                            | Eric Jhonatan | [ 20 ]       |
| 2022 | 7° lugar     | B (Segunda divisão)  | | Eric Jonathan |              |
| 2023 | Vice-Campeã  | 2 (Segunda divisão)  | | |              |
| 2024 | 7º lugar     | 1 (Primeira divisão) | Alô Doçura – Meu Primeiro Aniversário, Uma Data Querida                                                                                    | Louis Cavalcanthé |              |